# الیجا مودندا
الیجا مودندا (انگلیسی: Elijah Mudenda; ۶ ژوئن ۱۹۲۷ – ۲ نوامبر ۲۰۰۸) سیاستمدار اهل زامبیا بود. وی از ۲۷ مه ۱۹۷۵ تا ۲۰ ژوئیه ۱۹۷۷ نخست‌وزیر این کشور بود.
الیجا مودندا در ۲ نوامبر ۲۰۰۸، در سن ۸۱ سالگی درگذشت.